# Dionigi di Tell Mahre
Dionigi I Telmaharoyo (in latino Dionysius Telmaharensis, in siriaco: ܕܝܘܢܢܘܣܝܘܣ ܬܠܡܚܪܝܐ, in arabo مار ديونيسيوس التلمحري‎?, conosciuto anche come Dionigi di Tell Mahre; Tall Mahra, ... – 22 agosto 845) è stato Patriarca di Antiochia e capo della Chiesa ortodossa siriaca dall'818 fino alla sua morte.

## Biografia
Dionigi nacque a Tall Mahra, vicino alla città di Raqqa, da una ricca famiglia originaria di Edessa e divenne monaco presso il monastero di Qenneshre, dove studiò filologia, giurisprudenza, filosofia e teologia. Studiò anche presso il monastero di Mar Jacob a Kayshum. Nell'818 Dionigi fu eletto patriarca di Antiochia all'unanimità da un sinodo di quarantotto vescovi. Dopo la sua consacrazione, emanò un proclama e tenne tre concili a Raqqa nello stesso anno, durante i quali emanò dodici canoni. Dionigi restaurò il monastero di Qenneshre nell'822 dopo che era stato danneggiato da un incendio causato da dissidenti.
Nell'826, Dionigi visitò l'Egitto accompagnato dal generale abbaside Abdallah ibn Tahir al-Khurasani. Successivamente tenne un concilio presso il monastero di Euspholis nell'828, e tornò in Egitto nell'832 accompagnato dal califfo al-Maʾmūn. Mentre si trovava in Egitto, Dionigi incontrò Papa Giacobbe di Alessandria, capo della Chiesa ortodossa copta, seguace del miafisimo, e diversi vescovi copti ortodossi fuori dalla città di Tinnis. Nell'834 tenne un altro concilio nella città di Tikrit e incontrò al-Maʾmūn a Baghdad e anche il suo successore, il califfo al-Mu'tasim. Durante il suo mandato Dionigi ordinò un totale di cento vescovi e rimase in carica come patriarca fino alla sua morte, avvenuta il 22 agosto 845.

## Opere
Su richiesta di Giovanni, vescovo di Dara, Dionigi compose gli Annali, una storia in due volumi degli eventi ecclesiastici e secolari dall'incoronazione dell'imperatore romano Maurizio nel 582 alla morte dell'imperatore romano Teofilo nell'843. Un volume era dedicato alla storia della Chiesa e l'altro alla storia secolare, e ogni volume era diviso in otto libri. L'opera fu composta con citazioni delle opere di Teofilo di Edessa, uno studioso dell'VIII secolo. Gli Annali furono ampiamente citati da Michele I, patriarca ortodosso siriaco di Antiochia (1166-1199), e dall'autore anonimo della Cronaca del 1234. I resoconti di Dionigi furono anche utilizzati in seguito nella Storia ecclesiastica di Barebreo, mafriano d'Oriente (1266-1286).
La Cronaca di Zuqnin è stata erroneamente attribuita a Dionigi da Giuseppe Simone Assemani, ma da allora non se ne è più tenuto conto.